# Jyothika
Jyothika Sadanah Saravanan (ur. 18 listopada 1978 w Bombaju) – aktorka hinduska filmów Tollywood i Kollywood. Jej mężem jest Surya Sivakumar - również aktor. Mają razem córkę Diyę. Sławę przyniósł jej zwłaszcza film Chandramukhi z 2005 r.